# Elverum Fotball 2017
Questa voce raccoglie le informazioni riguardanti l'Elverum Fotball nelle competizioni ufficiali della stagione 2017.

## Stagione
A seguito del 1º posto nel girone di competenza della 2. divisjon 2016 ed alla conseguente promozione, l'Elverum è stato chiamato ad affrontare il campionato di 1. divisjon, oltre al Norgesmesterskapet. Il 20 dicembre è stato compilato il calendario del nuovo campionato, che alla 1ª giornata avrebbe visto la squadra andare a far visita al Sandnes Ulf, nel weekend dell'1-2 aprile 2016.
Il 7 aprile è stato sorteggiato il primo turno del Norgesmesterskapet 2017: l'Elverum avrebbe fatto visita al Flisa. La squadra ha superato questo ostacolo ed anche Grorud e Bodø/Glimt nei turni successivi, prima di arrendersi al Vålerenga.
L'Elverum ha chiuso l'annata al 15º posto finale, retrocedendo pertanto in 2. divisjon.

## Maglie e sponsor
Lo sponsor tecnico per la stagione 2017 è stato Umbro, mentre lo sponsor ufficiale è stato SpareBank 1 Ostlandet. La divisa casalinga era composta da una maglietta bianca con inserti neri, con pantaloncini neri e calzettoni bianchi. Quella da trasferta prevedeva una maglia nera con rifiniture bianche, pantaloncini bianchi e calzettoni neri.
| Casa | Trasferta |

## Rosa
| N. |                       | Ruolo | Calciatore            |
| -- | --------------------- | ----- | --------------------- |
| 1  | Svezia (bandiera)     | P     | Fredrik Tervaniemi    |
| 2  | Serbia (bandiera)     | D     | Goran Antonić         |
| 3  | Montenegro (bandiera) | D     | Igor Ćuković          |
| 4  | Iraq (bandiera)       | D     | Rebin Sulaka          |
| 5  | Norvegia (bandiera)   | D     | Stian Lund            |
| 6  | Norvegia (bandiera)   | D     | Stian Simenstad       |
| 7  | Norvegia (bandiera)   | C     | Elmahdi Bellhcen      |
| 9  | Norvegia (bandiera)   | A     | Jonas Enkerud         |
| 10 | Norvegia (bandiera)   | C     | Peder Nersveen        |
| 11 | Svezia (bandiera)     | A     | Adnan Cirak           |
| 13 | Norvegia (bandiera)   | D     | Even Skogsrud         |
| 14 | Norvegia (bandiera)   | C     | Shadi Ali             |
| 15 | Norvegia (bandiera)   | D     | Erlend Eggen Persgård |
| 16 | Norvegia (bandiera)   | A     | Remi André Svindland  |

| N. |                      | Ruolo | Calciatore              |
| -- | -------------------- | ----- | ----------------------- |
| 17 | Norvegia (bandiera)  | A     | Sivert Solli            |
| 18 | Norvegia (bandiera)  | C     | Farid Rahim             |
| 19 | Svezia (bandiera)    | A     | Haris Cirak             |
| 20 | Egitto (bandiera)    | C     | Sabri Khattab           |
| 20 | Svezia (bandiera)    | C     | Carlos Gaete Moggia     |
| 22 | Norvegia (bandiera)  | P     | Vegar Granvold Berntsen |
| 23 | Norvegia (bandiera)  | C     | Marius Hagen            |
| 25 | Norvegia (bandiera)  | A     | Robin Hjelmeseth        |
| 27 | Norvegia (bandiera)  | C     | Kristian Kjeverud Eggen |
| 28 | Norvegia (bandiera)  | A     | Peder Magnus Norman     |
| 29 | Zimbabwe (bandiera)  | A     | Silas Songani           |
| 32 | Senegal (bandiera)   | A     | Moustapha N'Diaye       |
| 34 | Danimarca (bandiera) | D     | Magnus Pedersen         |
| 34 | Svezia (bandiera)    | A     | Amor Layouni            |

## Calciomercato

### Sessione invernale(dal 01/01 al 31/03)
| Arrivi | Arrivi              | Arrivi     | Arrivi     |
| R.     | Nome                | da         | Modalità   |
| ------ | ------------------- | ---------- | ---------- |
| D      | Igor Ćuković        |            | svincolato |
| D      | Magnus Pedersen     | Sogndal    | prestito   |
| D      | Stian Simenstad     | Gjøvik-Lyn | definitivo |
| C      | Shadi Ali           | Follo      | definitivo |
| C      | Carlos Gaete Moggia |            | svincolato |
| C      | Marius Hagen        | HamKam     | definitivo |
| A      | Amor Layouni        |            | svincolato |
| A      | Sivert Solli        | Rosenborg  | prestito   |

| Partenze | Partenze           | Partenze        | Partenze   |
| R.       | Nome               | a               | Modalità   |
| -------- | ------------------ | --------------- | ---------- |
| A        | Ole Andreas Nesset | Ullensaker/Kisa | definitivo |

### Tra le due sessioni
| Arrivi | Arrivi | Arrivi | Arrivi   |
| R.     | Nome   | da     | Modalità |
| ------ | ------ | ------ | -------- |

| Partenze | Partenze            | Partenze    | Partenze   |
| R.       | Nome                | a           | Modalità   |
| -------- | ------------------- | ----------- | ---------- |
| D        | Rebin Sulaka        | Al-Markhiya | definitivo |
| C        | Carlos Gaete Moggia | Västerås SK | definitivo |

### Sessione estiva(dal 20/07 al 16/08)
| Arrivi | Arrivi            | Arrivi         | Arrivi     |
| R.     | Nome              | da             | Modalità   |
| ------ | ----------------- | -------------- | ---------- |
| D      | Goran Antonić     |                | svincolato |
| C      | Sabri Khattab     | FC Edmonton    | definitivo |
| A      | Haris Cirak       | AFC Eskilstuna | prestito   |
| A      | Moustapha N'Diaye | Fredrikstad    | definitivo |
| A      | Silas Songani     | SønderjyskE    | prestito   |

| Partenze | Partenze                | Partenze   | Partenze   |
| R.       | Nome                    | a          | Modalità   |
| -------- | ----------------------- | ---------- | ---------- |
| P        | Vegar Granvold Berntsen | Nybergsund | prestito   |
| A        | Robin Hjelmeseth        | Hødd       | prestito   |
| A        | Amor Layouni            | Bodø/Glimt | definitivo |

## Risultati

### 1. divisjon

#### Girone di andata
| Arbitro: | Borgersen (Oslo) |

|                        |           |  |
| Eriksen 12’ Sellin 34’ | Marcatori |  |

| Arbitro: | Følstad Skarsem (Trondheim) |

|             |           |           |
| Layouni 90’ | Marcatori | 9’ Ahamed |

| Arbitro: | Amland (Bergen) |

|                                                   |           |  |
| Kachi 9’ Olsen 66’, 69’ Opseth 75’ Mladenović 77’ | Marcatori |  |

| Arbitro: | Følstad Skarsem (Trondheim) |

|  |           |                       |
|  | Marcatori | 53’, 58’, 63’ Solberg |

| Arbitro: | Tennøy (Bergen) |

|          |           |              |
| Aase 41’ | Marcatori | 52’ A. Cirak |

| Arbitro: | Haugen (Rælingen) |

|            |           |                    |
| Layouni 4’ | Marcatori | 90’ (rig.) Karlsen |

| Arbitro: | Borgersen (Oslo) |

|                        |           |                    |
| Bojang 39’ Silfwer 69’ | Marcatori | 4’ Hagen 53’ Solli |

| Arbitro: | Tennøy (Bergen) |

|                             |           |           |
| A. Cirak 60’ Hjelmeseth 88’ | Marcatori | 66’ Solum |

| Arbitro: | Følstad Skarsem (Trondheim) |

|  |           |                                     |
|  | Marcatori | 37’ Nersveen 84’ Hagen 90’ Bellhcen |

| Arbitro: | Moen (Oslo) |

|  |           |                        |
|  | Marcatori | 15’ López 84’ Nordberg |

| Arbitro: | Smehus Kringstad (Oslo) |

|                                  |           |  |
| Andersen 38’ (rig.) Haugstad 63’ | Marcatori |  |

| Fredrikstad 11 giugno 2017, ore 18:00 12ª giornata                          | Fredrikstad | 4 – 0 referto | Elverum | Fredrikstad Stadion (3.213 spett.) |
| \| \| \| \| \| Veteli 23’, 50’ Akinyemi 43’ Kapidžić 77’ \| Marcatori \| \| |             |               |         |                                    |
|                                                                             |             |               |         |                                    |
| Veteli 23’, 50’ Akinyemi 43’ Kapidžić 77’                                   | Marcatori   |               |         |                                    |

| Elverum 18 giugno 2017, ore 18:00 13ª giornata | Elverum       | 0 – 0 referto | Åsane | Elverum Stadion (587 spett.)\| Arbitro: \| Hansen (Oslo) \| |
| Arbitro:                                       | Hansen (Oslo) |               |       |                                                             |

| Arbitro: | Aslam |

|               |           |             |
| Ellingsen 50’ | Marcatori | 69’ Layouni |

| Arbitro: | Følstad Skarsem (Trondheim) |

|               |           |               |
| Svindland 34’ | Marcatori | 45’ Vorthoren |

#### Girone di ritorno
| Arbitro: | Amland (Bergen) |

|                       |           |  |
| Nesset 47’ Kaland 64’ | Marcatori |  |

| Arbitro: | Hansen Grøtta |

|                              |           |                                                     |
| Enkerud 33’ N'Diaye 35’, 84’ | Marcatori | 20’ (aut.) Simenstad 45’ Solheim 67’ Hove 86’ Kupen |

| Arbitro: | Borgersen (Oslo) |

|           |           |            |
| Ahamed 6’ | Marcatori | 5’ Enkerud |

| Arbitro: | Rafiq (Oslo) |

|  |           |                                                |
|  | Marcatori | 7’, 35’ Opseth 55’ Saltnes 85’ Leikvoll Moberg |

| Arbitro: | Haugen (Rælingen) |

|                  |           |             |
| Stene 52’ (rig.) | Marcatori | 15’ N'Diaye |

| Arbitro: | Moen (Oslo) |

|                |           |                                    |
| Hagen 25’, 84’ | Marcatori | 80’ Colubali 85’ Knudsen 90’ Hagen |

| Strømmen 3 settembre 2017, ore 15:00 22ª giornata | Strømmen | 0 – 0 referto | Elverum | Strømmen Stadion (408 spett.) |

| Elverum 10 settembre 2017, ore 15:00 23ª giornata          | Elverum   | 1 – 1 referto | Fredrikstad | Elverum Stadion (1.507 spett.) |
| \| \| \| \| \| Enkerud 72’ \| Marcatori \| 47’ Kapidžić \| |           |               |             |                                |
|                                                            |           |               |             |                                |
| Enkerud 72’                                                | Marcatori | 47’ Kapidžić  |             |                                |

| Arbitro: | Hansen Grøtta |

|                               |           |                         |
| Kvande 68’ Karlsen 81’ (rig.) | Marcatori | 24’ Songani 85’ Enkerud |

| Arbitro: | Hansen (Oslo) |

|                                                     |           |  |
| Songani 2’ Enkerud 9’, 39’ N'Diaye 26’ H. Cirak 31’ | Marcatori |  |

| Arbitro: | Følstad Skarsem (Trondheim) |

|                |           |  |
| Stephensen 55’ | Marcatori |  |

| Arbitro: | Haugen (Rælingen) |

|                    |           |                            |
| Ćuković 78’ (rig.) | Marcatori | 4’ Güven 75’ (rig.) Castro |

| Arbitro: | Smehus Kringstad (Oslo) |

|  |           |            |
|  | Marcatori | 78’ Kryger |

| Arbitro: | Aslam |

|  |           |             |
|  | Marcatori | 23’ Enkerud |

| Arbitro: | Jonsson Trædal (Oslo) |

|  |           |                                        |
|  | Marcatori | 53’ Fredriksen 62’ Hellum 90’ Lindseth |

### Norgesmesterskapet
| Flisa 26 aprile 2017, ore 18:00 Primo turno                                                 | Flisa     | 0 – 6 referto                                             | Elverum | Flisa Stadion |
| \| \| \| \| \| \| Marcatori \| 25’ Layouni 29’ Rahim 43’, 69’, 83’ A. Cirak 90’ Bellhcen \| |           |                                                           |         |               |
|                                                                                             |           |                                                           |         |               |
|                                                                                             | Marcatori | 25’ Layouni 29’ Rahim 43’, 69’, 83’ A. Cirak 90’ Bellhcen |         |               |

| Grorud 24 maggio 2017, ore 18:00 Secondo turno | Grorud    | 0 – 1 referto | Elverum | Grorud Match Kunstgress (218 spett.) |
| \| \| \| \| \| \| Marcatori \| 24’ Bellhcen \| |           |               |         |                                      |
|                                                |           |               |         |                                      |
|                                                | Marcatori | 24’ Bellhcen  |         |                                      |

| Arbitro: | Hansen Grøtta |

|                                                                |                      |                                                                 |
| Osvold 90’ Saltnes 99’                                         | Marcatori            | 75’ Layouni 113’ Gaete Moggia                                   |
| Jurado Leikvoll Moberg Bjørnbak Saltnes Opseth Osvold Jacobsen | Tiri di rigore 6 – 7 | Hjelmeseth Sulaka Ćuković Gaete Moggia Rønes A. Cirak Simenstad |

| Arbitro: | Hagenes (Flaktveit) |

|            |           |  |
| Jääger 22’ | Marcatori |  |

## Statistiche

### Statistiche di squadra
| Competizione       | Punti | In casa | In casa | In casa | In casa | In casa | In casa | In trasferta | In trasferta | In trasferta | In trasferta | In trasferta | In trasferta | Totale | Totale | Totale | Totale | Totale | Totale | DR  |
| Competizione       | Punti | G       | V       | N       | P       | Gf      | Gs      | G            | V            | N            | P            | Gf           | Gs           | G      | V      | N      | P      | Gf     | Gs     | DR  |
| ------------------ | ----- | ------- | ------- | ------- | ------- | ------- | ------- | ------------ | ------------ | ------------ | ------------ | ------------ | ------------ | ------ | ------ | ------ | ------ | ------ | ------ | --- |
| 1. divisjon        | 24    | 15      | 2       | 5       | 8       | 17      | 27      | 15           | 2            | 7            | 6            | 12           | 24           | 30     | 4      | 12     | 14     | 29     | 51     | -22 |
| Norgesmesterskapet | -     | 0       | 0       | 0       | 0       | 0       | 0       | 4            | 2            | 1            | 1            | 9            | 3            | 4      | 2      | 1      | 1      | 9      | 3      | +6  |
| Totale             | -     | 15      | 2       | 5       | 8       | 17      | 27      | 19           | 4            | 8            | 7            | 21           | 27           | 34     | 6      | 13     | 15     | 38     | 54     | -16 |

### Andamento in campionato
| Giornata  | 1  | 2  | 3  | 4  | 5  | 6  | 7  | 8  | 9  | 10 | 11 | 12 | 13 | 14 | 15 | 16 | 17 | 18 | 19 | 20 | 21 | 22 | 23 | 24 | 25 | 26 | 27 | 28 | 29 | 30 |
| --------- | -- | -- | -- | -- | -- | -- | -- | -- | -- | -- | -- | -- | -- | -- | -- | -- | -- | -- | -- | -- | -- | -- | -- | -- | -- | -- | -- | -- | -- | -- |
| Luogo     | T  | C  | T  | C  | T  | C  | T  | C  | T  | C  | T  | T  | C  | T  | C  | T  | C  | T  | C  | T  | C  | T  | C  | T  | C  | T  | C  | C  | T  | C  |
| Risultato | P  | N  | P  | P  | N  | N  | N  | V  | V  | P  | P  | P  | N  | N  | N  | P  | P  | P  | P  | N  | P  | N  | N  | N  | V  | P  | P  | P  | V  | P  |
| Posizione | 15 | 13 | 15 | 16 | 16 | 15 | 14 | 13 | 10 | 11 | 13 | 13 | 13 | 14 | 15 | 15 | 15 | 15 | 15 | 15 | 15 | 15 | 16 | 15 | 15 | 15 | 15 | 15 | 14 | 15 |

Fonte:  OBOS-ligaen 2017, su altomfotball.no, Altomfotball.
Legenda:

Luogo: C = Casa; T = Trasferta. Risultato: V = Vittoria; N = Pareggio; P = Sconfitta.

### Statistiche dei giocatori
| Giocatore            | 1. divisjon | 1. divisjon | 1. divisjon | 1. divisjon | Norgesmesterskapet | Norgesmesterskapet | Norgesmesterskapet | Norgesmesterskapet | Coppe europee | Coppe europee | Coppe europee | Coppe europee | Altre coppe | Altre coppe | Altre coppe | Altre coppe | Totale   | Totale | Totale      | Totale     |
| Giocatore            | Presenze    | Reti        | Ammonizioni | Espulsioni  | Presenze           | Reti               | Ammonizioni        | Espulsioni         | Presenze      | Reti          | Ammonizioni   | Espulsioni    | Presenze    | Reti        | Ammonizioni | Espulsioni  | Presenze | Reti   | Ammonizioni | Espulsioni |
| -------------------- | ----------- | ----------- | ----------- | ----------- | ------------------ | ------------------ | ------------------ | ------------------ | ------------- | ------------- | ------------- | ------------- | ----------- | ----------- | ----------- | ----------- | -------- | ------ | ----------- | ---------- |
| S. Ali               | 1           | 0           | 0           | 0           | 1                  | 0                  | 0                  | 0                  |               |               |               |               |             |             |             |             | 2        | 0      | 0           | 0          |
| G. Antonić           | 15          | 0           | 3           | 0           | 1                  | 0                  | 0                  | 0                  |               |               |               |               |             |             |             |             | 16       | 0      | 3           | 0          |
| E. Bellhcen          | 20          | 1           | 1           | 0           | 4                  | 2                  | 1                  | 0                  |               |               |               |               |             |             |             |             | 24       | 3      | 2           | 0          |
| A. Cirak             | 23          | 2           | 2           | 0           | 4                  | 3                  | 0                  | 0                  |               |               |               |               |             |             |             |             | 27       | 5      | 2           | 0          |
| H. Cirak             | 11          | 1           | 2           | 0           | -                  | -                  | -                  | -                  |               |               |               |               |             |             |             |             | 11       | 1      | 2           | 0          |
| I. Ćuković           | 27          | 1           | 7           | 0           | 2                  | 0                  | 1                  | 0                  |               |               |               |               |             |             |             |             | 29       | 1      | 8           | 0          |
| E. Eggen Persgård    | 21          | 0           | 2           | 1           | 2                  | 0                  | 1                  | 0                  |               |               |               |               |             |             |             |             | 23       | 0      | 3           | 1          |
| J. Enkerud           | 30          | 7           | 1           | 0           | 3                  | 0                  | 0                  | 0                  |               |               |               |               |             |             |             |             | 33       | 7      | 1           | 0          |
| C. Gaete Moggia      | 9           | 0           | 3           | 0           | 2                  | 1                  | 1                  | 0                  |               |               |               |               |             |             |             |             | 11       | 1      | 4           | 0          |
| V. Granvold Berntsen | 0           | -0          | 0           | 0           | 1                  | -0                 | 0                  | 0                  |               |               |               |               |             |             |             |             | 1        | 0      | 0           | 0          |
| M. Hagen             | 24          | 4           | 4           | 1           | 3                  | 0                  | 1                  | 0                  |               |               |               |               |             |             |             |             | 27       | 4      | 5           | 1          |
| R. Hjelmeseth        | 11          | 1           | 0           | 0           | 3                  | 0                  | 0                  | 0                  |               |               |               |               |             |             |             |             | 14       | 1      | 0           | 0          |
| S. Khattab           | 15          | 0           | 2           | 0           | -                  | -                  | -                  | -                  |               |               |               |               |             |             |             |             | 15       | 0      | 2           | 0          |
| K. Kjeverud Eggen    | 2           | 0           | 0           | 0           | 0                  | 0                  | 0                  | 0                  |               |               |               |               |             |             |             |             | 2        | 0      | 0           | 0          |
| A. Layouni           | 14          | 3           | 0           | 0           | 2                  | 2                  | 0                  | 0                  |               |               |               |               |             |             |             |             | 16       | 5      | 0           | 0          |
| S. Lund              | 0           | 0           | 0           | 0           | 0                  | 0                  | 0                  | 0                  |               |               |               |               |             |             |             |             | 0        | 0      | 0           | 0          |
| M. N'Diaye           | 12          | 4           | 2           | 1           | 1                  | 0                  | 0                  | 0                  |               |               |               |               |             |             |             |             | 13       | 4      | 2           | 1          |
| P. Nersveen          | 28          | 1           | 3           | 0           | 3                  | 0                  | 1                  | 0                  |               |               |               |               |             |             |             |             | 31       | 1      | 4           | 0          |
| M. Pedersen          | 11          | 0           | 0           | 0           | 2                  | 0                  | 0                  | 0                  |               |               |               |               |             |             |             |             | 13       | 0      | 0           | 0          |
| F. Rahim             | 5           | 0           | 0           | 0           | 2                  | 1                  | 0                  | 0                  |               |               |               |               |             |             |             |             | 7        | 1      | 0           | 0          |
| H. Rønes             | 7           | 0           | 1           | 0           | 3                  | 0                  | 0                  | 0                  |               |               |               |               |             |             |             |             | 10       | 0      | 1           | 0          |
| S. Simenstad         | 21          | 0           | 2           | 0           | 3                  | 0                  | 0                  | 0                  |               |               |               |               |             |             |             |             | 24       | 0      | 2           | 0          |
| E. Skogsrud          | 0           | 0           | 0           | 0           | 0                  | 0                  | 0                  | 0                  |               |               |               |               |             |             |             |             | 0        | 0      | 0           | 0          |
| S. Solli             | 26          | 1           | 2           | 0           | 2                  | 0                  | 0                  | 0                  |               |               |               |               |             |             |             |             | 28       | 1      | 2           | 0          |
| S. Songani           | 13          | 2           | 2           | 0           | 1                  | 0                  | 0                  | 0                  |               |               |               |               |             |             |             |             | 14       | 2      | 2           | 0          |
| R. Sulaka            | 11          | 0           | 3           | 1           | 1                  | 0                  | 1                  | 0                  |               |               |               |               |             |             |             |             | 12       | 0      | 4           | 1          |
| R. Svindland         | 21          | 1           | 4           | 1           | 3                  | 0                  | 1                  | 0                  |               |               |               |               |             |             |             |             | 24       | 1      | 5           | 1          |
| F. Tervaniemi        | 27          | -42         | 2           | 0           | 2                  | -2                 | 0                  | 0                  |               |               |               |               |             |             |             |             | 29       | -44    | 2           | 0          |